# Pietro Fiorini
Pietro Fiorini (Bologna, 1539 – Bologna, 1629) è stato un architetto italiano.

## Biografia
Figlio dello scultore Raffaello e nipote del pittore Giovan Battista, operò soprattutto a Bologna dove divenne anche architetto pubblico del Senato, dal 1583 al 1614, e sovrintendente alla costruzione di numerosi edifici, soprattutto religiosi.
Dopo alcuni viaggi di studio in età giovanile a Roma, Parma, Firenze e Milano, la sua carriera di architetto iniziò nel 1570 con la riedificazione della chiesa di San Nicolò in via San Felice. Nel 1575 iniziò la costruzione della chiesa di San Mattia e nel 1580 seguì la ristrutturazione della canonica di Santa Maria di Reno. Negli stessi anni il Fiorini presentò anche un modello in legno per la chiesa di San Salvatore.
Si occupò anche di ingegneria idraulica con la costruzione di alcuni ponti tra cui quello sull'Idice e quelli sul Savena a San Ruffillo e fuori porta San Vitale.
Nel 1582 ristrutturò la chiesa di Santa Maria della Carità, a cui nel 1610 rifece anche il coro. Nel 1587 rifece la volta della chiesa di San Bernardo.
Dal 1587 al 1616 lavorò al complesso di San Michele in Bosco, uno dei suoi interventi più impegnativi: costruì il salone principale e rifece i tre chiostri oltre ad allungare la loggia del dormitorio.
Eseguì anche notevoli lavori per la fabbrica di San Pietro: nel 1593 costruì la cappella del cardinale Paleotti (in seguito demolita) e nel 1599, sempre su incarico del Paleotti, si adoperò per la diminuzione del numero delle colonne della navata centrale per renderla più ampia. Purtroppo a seguito di questo intervento, il 2 giugno dello stesso anno la volta della chiesa crollò e il Fiorini fu costretto a fuggire a Modena per non essere incarcerato.
Dopo alcuni mesi di esilio poté però rientrare in città dove rincominciò a lavorare per il comune ristrutturando alcune parti del palazzo pubblico come le prigioni, le stanze degli uditori, dei notai, delle guardie svizzere e lo studio di Ulisse Aldrovandi.
Tra il 1608 e il 1612 realizzò la chiesa di San Barbaziano e nel 1620 costruì il nuovo portico per la chiesa di Sant'Isaia.
Si occupò anche della costruzione o ristrutturazione di alcune residenza di campagna come il palazzo di Annibale Paleotti nel comune di San Martino, il palazzo dei Locatelli nel comune di San Giorgio e il palazzo di Giulio Torfanini nel comune di Cinquanta.
Morì il 9 ottobre 1629 e fu sepolto nella sacrestia della chiesa dell'Annunziata.